# 十和利山熊襲撃事件
十和利山熊襲撃事件是 2016 年 5 月至 6 月發生在日本秋田縣鹿角市十和田大湯十和利山發生的黑熊襲擊事件，是日本有史以來第三大破壞性的熊襲擊事件，造成四人死亡。

## 過程
5月20日，一名當地男子在鹿角市十和田大湯熊鳥平町的一片竹林中失踪，其屍體於次日（21日）上午7點左右被發現。屍體臉部和左側有爪痕和咬痕。
同一天，一名60多歲的婦女與丈夫一起採竹筍時遭到一隻亞洲黑熊襲擊。其丈夫奮力反擊，熊才得以逃脫。警方已在熊出沒區域張貼警示牌，警告民眾注意安全。
5月22日上午7點30分左右，在第一名遇難者屍體發現地點西北方向800公尺處，一名來自秋田市的男子與妻子一起採摘竹筍時遭到熊的襲擊。妻子毫髮無傷地逃脫了，但是男子死亡。他的頭部和腹部側面有爪痕和咬痕。不久後，一名女子也遭到熊的攻擊，並遭受擦傷。
為了回應這一系列死亡事件，東北地方森林辦公室關閉了現場周圍一段6公里長的林道，並在道路入口處張貼了警示牌，警告人們注意熊的出沒。
5月25日上午，青森縣十和田市一名男子失踪，於30日中午左右被發現死亡。屍體嚴重受損，疑似被熊啃咬。
5月26日上午，青森縣奧入瀨町的一名男子在田代平遭到熊的襲擊，但他用一根削尖的竹竿戳熊的臉，成功擊退了熊，毫髮無損。
5月29日上午，青森縣新鄉村的一名婦女在十和田大湯町田代平的山上採竹筍時，遭到熊從背後襲擊，臀部被咬傷，受了輕傷。與她在一起的兒子用砍刀擊退了熊。
6月10日上午10點40分左右，一名失蹤三天的女子的屍體被發現。不久之後，一名狩獵協會成員射殺了一頭母熊。下午2點左右，當地狩獵協會的一名成員射殺了一頭亞洲黑熊。
6月13日，黑熊的屍檢結果顯示胃中發現了人類遺骸。